# Janet Afary
Janet Afary est une auteure, militante féministe et chercheuse en histoire, en études religieuses et en études féminines iranienne. Elle vit en exil aux États-Unis et enseigne à l'Université de Californie à Santa Barbara.
Son domaine de recherche comprend la politique de l'Iran contemporain et le genre et la sexualité au Moyen-Orient moderne. Elle est connue pour ses écrits et ses recherches sur la révolution constitutionnelle iranienne.

## Biographie

### Formation
Janet Afary obtient une maîtrise en linguistique à l'Université de Téhéran et un doctorat en histoire et études du Proche-Orient à l'Université du Michigan en 1991.
Janet Afary a également obtenu des bourses du National Endowment for Humanities (NEH) et du Conseil américain pour les sociétés savantes (American Council of Learned societies - ACLS), et a été boursière Keddie-Balzan en histoire iranienne au département d'histoire de l'UCLA (2008-09).

### Activité professionnelle
Janet Afary est titulaire de la chaire Mellichamp en Religion et modernité globales à l'Université de Californie à Santa Barbara où elle est professeure d'études religieuses et d'études féministes.
Auparavant, elle a enseigné au Département d'histoire et dans le Programme d'études sur les femmes à l'Université Purdue, où elle a été nommée chercheuse universitaire. 
Elle collabore notamment à The Nation, The Guardian, The Huffington Post et de nombreuses publications académiques.
Elle participe au film documentaire Before Homosexuals de John Scagliotti en 2016. Ce film est un prélude aux films Before Stonewall et After Stonewall.
Elle a été présidente de la Société internationale d'études iraniennes (International Society for Iranian Studies - ISIS-MESA), de l'Association des études sur les femmes du Moyen-Orient (Association for Middle East Women Studies - AMEWS-MESA) et du Conseil de coordination des femmes d'histoire (Coordinating Council for Women in History) de la Société américaine d'histoire (CCWH-AHA),.

## Sources
1. 1 2  (en) « Janet Afary | Department of Feminist Studies - UC Santa Barbara » (consulté le 20 mars 2018).
2. ↑  (en) « Research Fellwships. An Evaluation of 2002-2004 Awards », sur National Endowment for the Humanities, 2012 (consulté le 20 mars 2018)
3. ↑  (en) International Balzan Prize Foundation, « Research Project », 2012 (consulté le 21 mars 2018).
4. ↑  (en-US) « Janet Afary – Religious Studies, UC Santa Barbara », sur www.religion.ucsb.edu (consulté le 21 mars 2018)
5. ↑  (en) « Purdue Notebook » (consulté le 21 mars 2018)
6. ↑  (en) John Scagliotti, Laetitia Andrieu et Susan Bonthron, Before Homosexuals, 8 avril 2017 (lire en ligne)
7. ↑  (en) « Iranian Studies Directory | Association for Iranian Studies (AIS) | انجمن ایران‌ پژوهی » (consulté le 21 mars 2018)
8. ↑  (en-US) « AMEWS Board Members » (consulté le 21 mars 2018)
9. ↑  (en) « CCWH Presidents », 2018 (consulté le 21 mars 2018)